# Gottfried Kirchner
Gottfried Kirchner (* 6. Mai 1940; † 28. Oktober 2017 in Wiesbaden) war ein deutscher Journalist, Autor und Dokumentarfilmer.

## Leben
Kirchner studierte Germanistik, Kunstgeschichte, Philosophie und Archäologie und promovierte zum Dr. phil. An der Mainzer Universität war er als Dozent tätig. Ab 1971 produzierte er zahlreiche Filme zu kunst- und kulturhistorischen Themen für das ZDF. 1977 und 1978 erhielt Kirchner den Journalistenpreis des Deutschen Nationalkomitees für Denkmalschutz. In den 1980er und 1990er produzierte er zahlreiche Fernsehdokumentarfilme für die Fernsehserie Terra X, als deren Erfinder er gilt. Gottfried Kirchner starb am  28. Oktober 2017 in Wiesbaden im Alter von 77 Jahren.